# 且居県
且居県（しゃきょ-けん）は、中国漢王朝時代の幽州 上谷郡に存在した県。
現在の中華人民共和国河北省 張家口市宣化区南東部に位置する。
前漢により設置され、後漢により廃止された。